# José Ricardo Pereira Cabral
José Ricardo Pereira Cabral OTE • GCC • ComA • GCIC • MOCE • MCC • MV (Lamego, 10 de julho de 1879 — Lisboa, 1 de julho de 1956) foi um político e militar português. Foi o 100.º Governador de Moçambique (1926 - 1938) e o 124.º Governador da Índia (1938 - 1945). Durante seu governo na Índia, transcorreu a Segunda Guerra Mundial, no contexto da qual, apesar da neutralidade portuguesa no conflito, os portos do território foram utilizados pelas forças dos Aliados. Durante esse período, a região viveu relativa paz, uma vez que as forças britânicas tinham ordens expressas para não ofender abertamente a soberania portuguesa sobre o Estado da Índia.

## Biografia
Nasceu em Lamego a 10 de Julho de 1879.
Entre 1889 e 1895 frequentou o Real Colégio Militar, sendo graduado naquele último ano no posto de primeiro-sargento cadete. Ingressou seguidamente na Escola do Exército, onde conclui o curso de oficial da arma de Cavalaria.
Em 1906 foi enviado para Moçambique, iniciando nos anos imediatos uma ligação à administração colonial que se manteria durante toda a sua carreira. Foi governador do Distrito de Inhambane (1910-1913), governador do Distrito de Moçambique (1916-1918 e 1919-1920), tendo nessas funções participado nas operações contra as forças alemãs da África Oriental Alemã no contexto da Primeira Guerra Mundial. Em 1926 foi nomeado governador-Geral de Moçambique, cargo que exerceu até 1938. Neste último ano foi nomeado Governador-Geral do Estado da Índia, cargo que exerceu até 1945.

## Condecorações[3][4]
Recebeu as seguintes condecorações: 
- Comendador da Ordem Militar de São Bento de Avis (24 de Novembro de 1920)
- Oficial com Palma da Antiga e Muito Nobre Ordem Militar da Torre e Espada, do Valor, Lealdade e Mérito (6 de Fevereiro de 1922)
- Grã-Cruz da Ordem Militar de Nosso Senhor Jesus Cristo (21 de Maio de 1929)
- Medalha Militar de Ouro de Comportamento Exemplar (? de ? de 19??)
- Medalha Comemorativa das Campanhas de Ouro do Exército Português, com a Legenda 1914-1918 (? de ? de 19??)
- Medalha da Vitória
- Grã-Cruz da Ordem do Império Colonial (7 de Setembro de 1935)

Foi ainda distinguido com as seguintes condecorações estrangeiras: 
- Cavaleiro-Comendador Honorário da Distintíssima Ordem de São Miguel e São Jorge, concedida pelo rei Jorge V do Reino Unido (? de ? de 1919)
- Grande-Oficial da Ordem da Estrela de Anjouan de França, concedida pelo presidente da República Francesa (5 de Setembro de 1930)
- Cavaleiro-Comendador Honorário da Excelentíssima Ordem do Império Britânico, concedida pelo rei Jorge VI do Reino Unido (? de ? de 1940)[5]